# Estación de Olesa de Montserrat
Olesa de Montserrat es una estación de las líneas S4, R5 y R50 de la línea Llobregat-Anoia de FGC. Situada en el municipio homónimo de Barcelona (España). La estación de ferrocarril se inauguró en 1922. Esta estación es la cabecera de la S4 de FGC. En 2005 se inauguró la estación del Teleférico de Olesa a Esparraguera que comunicaba con la localidad vecina de Esparraguera. El teleférico se clausuró el 2012 y se desmanteló el 2018.

## La estación
En 2023 se dotó a la estación de un aparcamiento protegido para bicicletas.

## Servicios ferroviarios
| << cabecera                  | < estación | línea                   | estación >         | cabecera >>      |
| ---------------------------- | ---------- | ----------------------- | ------------------ | ---------------- |
| Línea Llobregat-Anoia de FGC |            |                         |                    |                  |
| Barcelona-Plaza España       | Abrera     |                         | terminal           | terminal         |
| Barcelona-Plaza España       | Abrera     |                         | Aeri de Montserrat | Manresa Baixador |
| Barcelona-Plaza España       | Abrera     | Monistrol de Montserrat |                    | Manresa Baixador |